# 長久 (單曲)
《長久》是日本沖繩縣女子歌唱組合Kiroro的出道單曲。1998年1月21日發行。是Kiroro銷量最高的作品和代表作。

## 簡介
《長久》早於1996年就已經創作完成，是Kiroro地下組合時期的首張單曲《長久/藍色咒語》雙A面歌曲之一。正式出道後，《長久》（第1張單曲）和《藍色咒語》（第4張單曲）分拆成不同的單曲發行。
1998年1月發行首週僅賣出1.4萬張，排行第27位；但隨著有線電視和廣播的點播率不斷提高，歌曲逐漸廣為人知，終於在發行後第9週獲得Oricon單曲週榜冠軍。是17年以來首次女性歌手發行不帶商業搭配的單曲獲得週冠。
單曲長期保持熱賣，發行第17週銷量突破百萬，累計銷量120.6萬。是1998年度日本單曲銷量第6位。
Kiroro憑這首歌首次獲邀上NHK紅白歌合戰上演唱。1999年春，這首歌被選為第71屆選拔高等學校棒球大會的入場行進曲，Kiroro在開幕式上演出；那屆春季甲子園，又由沖繩縣的沖繩尚學高等學校首次奪冠。日本高校棒球史上首次出現沖繩縣勢全國制霸的局面。

## 收錄曲目
1. 長久
作詞、作曲：玉城千春；編曲：重實徹
2. 三人的寫真（3人の写真）
作詞、作曲：玉城千春；編曲：重實徹
3. 長久 (Original Karaoke)
4. 三人的寫真 (Original Karaoke)

## 翻唱
本專輯的主打歌曲《長久》也有以下的翻唱/改編版本：
- 1998年11月20日：劉若英，改編為國語版本，歌名為〈很愛很愛你〉，收錄於同名專輯
- 2002年5月22日：松浦亞彌，收錄於專輯《FOLK SONGS 2》
- 2007年5月4日：理查德·克萊德曼，歌名為〈Loving You More And More 'Nagai Aida'〉，收錄於鋼琴演奏專輯《The World's Most Popular Pianist Plays Far Eastern Favorites》
- 2007年11月21日：SISTER KAYA，收錄於專輯
- 2009年7月29日：島谷瞳，收錄於專輯《BEST & COVERS》
- 2009年10月28日：史葛·梅菲（英语：Scott Murphy (musician)），收錄於專輯《Guilty Pleasures LOVE》
- 2010年2月4日：夏川里美，收錄於專輯《歌さがし ～アジアの風～》
- 2010年8月4日：cargo×seira（日语：加賀美セイラ），改編為英語版本，歌名為〈長い間-All the years it took〉，收錄於專輯《FLOWER SHOWER》
- 2013年11月20日：土佐拓也（日语：土佐拓也），收錄於專輯《On/Off ～ハートフルボイス～》
- 2014年11月26日：Ms.OOJA，收錄於專輯《Woman 2 〜Love Song Covers〜》
- 2015年1月28日：中森明菜，收錄於專輯《歌姫4 -My Eggs Benedict-》

## 外部連結
- 官方网站